# Eumelicharia crassivenosa
Eumelicharia crassivenosa är en insektsart som först beskrevs av Karsch 1890.  Eumelicharia crassivenosa ingår i släktet Eumelicharia och familjen Flatidae. Inga underarter finns listade i Catalogue of Life.